# 吉備地域
吉備地域（きびちいき）は、岡山県岡山市北区南西部にある地域である。1971年3月8日に岡山市に編入されたかつての都窪郡吉備町に相当する。

## 概要
岡山市の西端、吉備中山の南麓の平野部に位置する。倉敷市（庄地区）・都窪郡早島町と接しており、北東の花尻山、西南の大内田山を除いて平野が広がっている。地域の西部から南部を足守川が斜めに流れ、下流で笹ヶ瀬川と合流し児島湖へ注いでいる。
中央部を東西に岡山県道162号岡山倉敷線（旧国道2号）が通り、また同様にJR山陽本線が走り、地域のほぼ中央に庭瀬駅がある。また、北部を東西に山陽新幹線が通っており、その高架下にも岡山市・倉敷市を結ぶ幹線道路（岡山県道242号川入巌井線）が造られている。地区南部の大内田には、早島町にまたがって岡山県総合流通センターが存在する。
一方で、前述の幹線道路は慢性的な交通渋滞が発生や、以前の主要産業であった農業（特に稲作やイグサ）の田畑の減少による衰退、また同様に撫川地区を中心とした伝統産業であるうちわ作りの衰退などの問題点もある。

### 住宅地
岡山市街地と倉敷市街地のほぼ中間地点に位置し、また道路網やバス・鉄道などの交通の便がよいことから、典型的な郊外型ベッドタウンとして発展。さらに新興住宅地の造成が相次ぎ、人口が大幅に増加した。ロードサイド店舗も多く立地している。

## 地域
吉備地域は岡山市北区役所吉備地域センター管内の以下の大字が該当する。
- 庭瀬、平野、延友、西花尻、東花尻、川入、撫川、大内田、中撫川、納所

## 歴史
吉備地域は古くは備中国に属し、庭瀬は賀陽郡に、撫川は都宇郡にそれぞれ属していた。1600年（慶長5年）の関ヶ原の戦いの功によって戸川達安が庭瀬藩初代藩主となり、この地を支配するようになった。1699年（元禄12年）、藩主が板倉氏になり明治維新に至った。
1871年、廃藩置県により庭瀬藩は庭瀬県となった。その後、深津県・小田県を経て岡山県に編入された。
1889年の町村制施行により庭瀬村と撫川村が発足し、後にそれぞれ町制施行した。1937年には両町が合併し吉備町となり、都窪郡に属した。
1971年3月8日、吉備町は岡山市に編入合併され、町制時の10大字のうち下撫川は撫川と、日畑東組は納所と改称して他の8大字とともに同市の大字に継承された。

### 沿革
- 1871年（明治4年）7月14日 廃藩置県により、庭瀬藩が庭瀬県となる。
- 1871年（明治4年）11月15日 庭瀬県他11県が合併し、深津県（後の小田県）を新設。
- 1875年（明治8年）12月10日 小田県が岡山県に編入合併したため、岡山県の管轄下となる。
- 1889年（明治22年）6月1日 町村制施行。
  - 賀陽郡庭瀬村・平野村・延友村・西花尻村・東花尻村・川入村が合併して賀陽郡（のち吉備郡）庭瀬村が発足。
  - 都宇郡下撫川村・大内田村・中撫川村・日畑村東組が合併し、都宇郡（のち都窪郡）撫川村が発足。
- 1891年（明治24年）4月25日 山陽鉄道庭瀬駅開業。
- 1901年（明治34年）2月6日 吉備郡庭瀬村が町制施行し、庭瀬町となる。
- 1904年（明治37年）6月1日 都窪郡撫川村が町制施行し、撫川町となる。
- 1937年（昭和12年）5月5日 都窪郡撫川町と吉備郡庭瀬町が合併し、吉備町が発足。
- 1938年（昭和13年）8月 吉備町役場（現在の吉備地域センター）の木造部分が建築される。
- 1966年（昭和41年）2月 吉備町役場の鉄骨部分が増築される。
- 1971年（昭和46年）3月8日 吉備町が岡山市に編入される。
- 2009年（平成21年）4月1日 岡山市が政令指定都市に移行し、吉備地区の行政区は北区となる。
- 2016年（平成28年）5月23日 岡山市北区役所吉備地域センターが旧町役場から現在地（岡山市立吉備公民館1階）に移転[1]。

### 人口
| \| 1920年（大正9年） \| 6,561人 \| \| \| 1925年（大正14年） \| 6,720人 \| \| \| 1930年（昭和5年） \| 6,755人 \| \| \| 1935年（昭和10年） \| 7,005人 \| \| \| 1940年（昭和15年） \| 6,817人 \| \| \| 1947年（昭和22年） \| 8,255人 \| \| \| 1950年（昭和25年） \| 8,435人 \| \| \| 1955年（昭和30年） \| 8,312人 \| \| \| 1960年（昭和35年） \| 8,236人 \| \| \| 1965年（昭和40年） \| 8,672人 \| \| \| 1970年（昭和45年） \| 10,957人 \| \| |          |  |
| 総務省統計局 / 国勢調査（1970年） |          |  |
| 1920年（大正9年） | 6,561人  |  |
| 1925年（大正14年） | 6,720人  |  |
| 1930年（昭和5年） | 6,755人  |  |
| 1935年（昭和10年） | 7,005人  |  |
| 1940年（昭和15年） | 6,817人  |  |
| 1947年（昭和22年） | 8,255人  |  |
| 1950年（昭和25年） | 8,435人  |  |
| 1955年（昭和30年） | 8,312人  |  |
| 1960年（昭和35年） | 8,236人  |  |
| 1965年（昭和40年） | 8,672人  |  |
| 1970年（昭和45年） | 10,957人 |  |

## 施設
- コンベックス岡山
- 吉備郵便局
- RSKランド（RSK山陽放送吉備ラジオ送信所・RSKバラ園・RSKハウジングプラザ）
- 軽自動車検査協会岡山事務所
- マルナカ 庭瀬店
- ハローズ 庭瀬店

## 教育
- 岡山市立吉備小学校
- 岡山市立陵南小学校
- 岡山市立吉備中学校
- 中国学園大学、中国短期大学

## 交通

### 鉄道
- JR山陽本線 庭瀬駅

### 道路
- 県道
  - 岡山県道73号箕島高松線
  - 岡山県道151号妹尾吉備線
  - 岡山県道153号早島吉備線
  - 岡山県道162号岡山倉敷線（旧国道2号）
  - 岡山県道242号川入巌井線
  - 岡山県道245号真金吉備線

## 名所・旧跡・観光スポット・祭事・催事
- 庭瀬城址
- 撫川城址
- 犬養木堂記念館
- 不変院
- 信城寺

## 出身有名人
- 犬養毅（第29代 内閣総理大臣）